# Straight Life
Albums de Art Pepper
Landscape Winter Moon
(1980)
Straight Life est un album d'Art Pepper.

## La session
La session, enregistrée le 21 septembre 1979, réunit Art Pepper avec Tommy Flanagan, Red Mitchell, Billy Higgins et Kenneth Nash.

## Titres
1. Surf Ride 6:58
2. Nature Boy 9:57
3. Straight Life 4:14
4. September Song 11:01
5. Make A List 9:46

## Personnel
- Art Pepper (as), Tommy Flanagan (p), Red Mitchell (b), Billy Higgins (d), Kenneth Nash (cencerro & reco-reco (seulement sur Make A List)).

## Dates et lieux
- Fantasy Studios, Berkeley,  Californie, 21 septembre 1979

## CD références
- Galaxy Records - CA / 802 / 92.175